# III. Alexandrosz bizánci császár
III. Alexandrosz, magyarosan III. Sándor (ógörögül: Αλέξανδρος, 872. november 23. – 913. június 6.) a Bizánci Birodalom császára (uralkodott társcsászárként 879-től; egyeduralkodóként 912. május 12-től haláláig), a Makedón-dinasztia harmadik tagja, I. Baszileiosz fia volt és VI. León öccse volt. Bár már apjától megkapta a társcsászári rangot, amit fivére uralkodása alatt is megtartott, León haláláig nem vett részt a politikában.
I. Baszileiosz és Eudokia Ingerina, III. (Részeges) Mikhaél hajdani szeretőjének harmadik fia volt. Míg két bátyja, Leó és Sztephanosz későbbi konstantinápolyi pátriárka származása emiatt kétséges volt, Alexandrosz esetében ez nem állt fenn. 879-ben, féltestvérük, a trónörökös Kónsztantinosz halálakor kapta meg bátyja mellett a társcsászári rangot. 908-tól kezdve Leó kisfia, a későbbi VII. Kónsztantinosz is tárcsászári rangot kapott.
VI. León fivére rövid ideig uralkodott. Trónra lépve megszabadult Leó bizalmasaitól, és feleségét, Zóét kolostorba záratta, és visszahívta az elődje házassági botrányai elleni tiltakozása miatt leváltott Nikolaosz Müsztikosz pátriárkát. Alexandrosz azonban súlyos hibát követett el: a veszedelmesen nagy hatalomra szert tevő I. Simeon bolgár cárnak nem fizette meg az adót, aki kapott az alkalmon, és háborút indított Bizánc ellen.
Alexandrosz a harc kezdete után röviddel ágynak esett és meghalt. A trón unokaöccsére, Konstantinra maradt, aki még mindig kiskorú volt, így helyette régenstanács vette át a hatalmat.

## Külső hivatkozások
- Georg Ostrogorsky: A bizánci állam története. Budapest, Osiris, 2003. ISBN 963-389-383-6

| Előző uralkodó: VI. (Bölcs) León | Bizánci császár 912 – 913 | Következő uralkodó: VII. Kónsztantinosz |